# Flota de Mar
La Flota de Mar (COFM) es uno de las cuatro ramas de la Armada Argentina, junto a la Infantería de Marina, la Aviación Naval y la Fuerza de Submarinos. Su mando es el Comando de la Flota de Mar (COFM), denominado Comando Naval hasta 1982.
Su aniversario el 1 de diciembre conmemora la Expedición Py.

## Historia

### Viaje a la Antártida de 1948
En 1948, la Flota de Mar realizó un viaje a la Antártida. Un grupo integrado por los cruceros ARA 25 de Mayo y ARA Almirante Brown; y los torpederos Cervantes, Entre Ríos, Misiones, Mendoza, San Luis y Santa Cruz. Las tripulaciones sumaban un total de 3000 hombres, acompañados por los comandantes de Operaciones Navales, Flota Naval y Aviación Naval. Visitaron las islas Orcadas del Sur, el sector norte de la península Antártica y las islas Shetland del Sur. En esta acción se creó el topónimo «mar de la Flota» para el estrecho de Bransfield. También, se instalaron placas recordatorias en los Destacamentos Melchior y Decepción.

### Revolución Libertadora
La Armada apoyó el golpe de Estado de septiembre de 1955 contra Juan Domingo Perón y la Flota de Mar arribó al río de la Plata amenazando con bombardear la destilería de petróleos de La Plata. El crucero ligero ARA Nueve de Julio bombardeó la costa de Mar del Plata.

### Avances armamentísticos
La Flota incorporó su primer portaviones, el ARA Independencia (ex-HMS Warrior), en 1958.
El 4 de noviembre de 1968, el crucero ligero ARA General Belgrano realizó el primer lanzamiento de misiles de las Fuerzas Armadas argentinas.

### Cambio de nombre
Por Resolución N.º 1049/81 del comandante en jefe de la Armada, el Comando Naval adquirió el nombre de «Comando de la Flota de Mar» el 1 de enero de 1982.

### Guerra de las Malvinas
El 23 de marzo de 1982 la Junta Militar ordenó mediante el Acta N.º 4 «M»/82 la recuperación de las islas Malvinas. Para cumplir la operación, la Flota de Mar, con el contraalmirante Gualter Allara como comandante, constituyó dos fuerzas de tareas. La Fuerza de Tareas 40 capitaneada por el Destructor ARA Santísima Trinidad (D-2) efectuó el desembarco en las Malvinas; la Fuerza de Tareas 20 liderada por el Portaaviones ARA Veinticinco de Mayo (V-2) llevó a cabo funciones de cobertura.
Finalizada la Operación Rosario, las unidades de la Flota de Mar regresaron a Puerto Belgrano para reabastecimiento y reparaciones. Solo la Corbeta ARA Guerrico (P-2) permaneció en Puerto Argentino/Stanley para apoyar la instalación del Apostadero Naval Malvinas y regresó el 5 de abril de 1982.
La Flota permaneció una semana amarrada en puerto mientras el conflicto con el Reino Unido se volvía inevitable y se planificaban las operaciones posteriores. El Reino Unido, conducido por Margaret Thatcher, envió una gran fuerza expedicionaria con la misión de desalojar a los argentinos de las islas Malvinas y restablecer el gobierno británico.
Durante el mes de abril, el comandante en jefe de la Armada dispuso la creación del Apostadero Naval Malvinas, primer dependencia naval argentina en las islas Malvinas.
La Flota de Mar constituyó la Fuerza de Tareas 79 (FT 79) compuesto por tres grupos de tareas.
Las operaciones iniciales de la Fuerza fueron las de prácticas de tiro, combate, etcétera.

#### Ataque fallido contra la flota británica

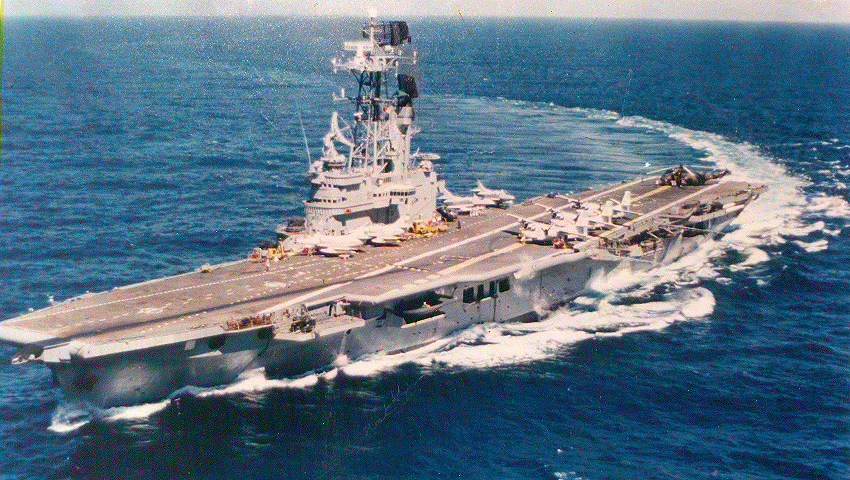
Portaaviones ARA Veinticinco de Mayo.

El sábado 1 de mayo la flota inglesa —Fuerza de Tareas 317— atacó Puerto Argentino. Los militares argentinos obtuvieron una detección la cual interpretaron como un intento de desembarco enemigo en la zona norte de la isla Soledad.
El comandante del teatro de operaciones Juan Lombardo planeaba una operación para la flota argentina que esperaba sirviera para distraer a la flota británica de su misión, la que según la inteligencia argentina, era apoyar un desembarco en las Malvinas ese mismo día. El plan consistía en avanzar desde el norte con el Grupo de Tareas 79.1 —del portaviones Veinticinco de Mayo— hasta el límite de la Zona de Exclusión, y con el Grupo de Tareas 79.3 —del crucero General Belgrano— desde el sur, también fuera de la Zona de Exclusión, en un movimiento de pinza que obligaría a la Fuerza de Tareas británica a abandonar el apoyo al presunto desembarco. Para ello, Lombardo ordenó constituir el Grupo de Tareas 79.4 con las corbetas Drummond, Guerrico y Granville apoyadas por el Punta Médanos, dejando al GT-79.1 constituido por el Veinticinco de Mayo, escoltado por el Santísima Trinidad y el petrolero Campo Durán. El portaviones argentino lanzaría un ataque de aviones A-4Q Skyhawk al amanecer del 2 de mayo; y el GT-79.4 lanzaría un ataque de misiles Exocet contra unidades desgastadas por el ataque aéreo. El GT-79.3 tenía por función cubrir el flanco sur, intentando contacto con blancos de oportunidad con unidades que podían provenir del océano Pacífico.
Cuando el portaviones Veinticinco de Mayo disponía el lanzamiento de los aviones el viento se puso nulo. El buque precisaba un viento de 22 nudos incidente en la cubierta de vuelo para el lanzamiento de los A-4Q. El Veinticinco de Mayo per se alcanzaba 18 nudos, y los restantes los esperaba del viento. Por ello, los marinos desmontaron tres de las cuatro bombas que cargaban los A-4Q, quedando sólo una por avión, pero la incertidumbre sobre el potencial del ataque y el hecho de que los británicos no habían desembarcado como se esperaba, determinaron la orden de cancelar el ataque y retroceder hacia el continente.

#### Hundimiento del General Belgrano
Mientras avanzaba con rumbo al continente americano, el crucero ligero ARA General Belgrano (C-4) recibió un ataque letal por parte del submarino nuclear HMS Conqueror (S48). El impacto de tres torpedos Mark 8 hundieron al buque argentino hacia las 16:00 HOA y un número de 323 combatientes murieron en el hundimiento. El resto de 770 tripulantes sobrevivieron, rescatados con la ayuda de las Fuerzas de Tareas 50 y la 80.
El 3 de mayo el tiempo atmosférico desfavorable continuaba. El comandante en jefe de la Armada, almirante Jorge Isaac Anaya, aseguró que las FF. AA. británicas disponían de información satelitaria diurna y nocturna de los barcos argentinos provistos por satélites de los Estados Unidos de América. El almirante argentino consideró que el siguiente blanco era el ARA Veinticinco de Mayo (V-2). El comandante naval británico John Forster Woodward había recibido libertad para atacar al portaviones aún estuviera fuera de la zona de exclusión total.

#### Evolución de la situación después del hundimiento del General Belgrano
El comandante del Teatro de Operaciones Juan Lombardo ordenó a la Fuerza de Tareas 79 replegarse a aguas poco profundas para evitar los submarinos británicos.
Como resultado la FT 79 se dedicó a la búsqueda aérea antisubmarina y contribuir a la protección del tránsito marítimo y de los objetivos continentales. Todo esto lo hacía en zonas de 100 m de profundidad para evitar los submarinos nucleares.
A estas alturas de la guerra el portaviones ARA Veinticinco de Mayo (V-2) se había vuelto gravemente vulnerable y débil por sus fallas y la persecución de la que era objeto. Entonces la conducción naval argentina decidió apartarlo de las operaciones. Los aviones del Grupo Aéreo Embarcado desembarcaron para operar desde bases continentales, donde tenían más ventajas. También el acto significó liberar los barcos de escolta para otras operaciones.

## Búsqueda del ARA San Juan
En noviembre de 2017 la Flota de Mar prestó apoyo a la búsqueda del submarino ARA San Juan (SUSJ) de la Armada Argentina en la zona del golfo San Jorge, con los destructores ARA La Argentina (DELA) y ARA Sarandí (DESA) de la División de Destructores, la corbeta ARA Rosales (CORA) de la División de Corbetas, la corbeta ARA Granville (COGA) de la División Patrullado Marítimo y el transporte ARA Bahía San Blas (TRBS) del Comando de Transportes Navales (COTN). Después se unieron las corbetas ARA Spiro (COSO) y ARA Robinson (CORO).

#### Publicaciones
- Coli, Carlos A. (2007). «La Flota de Mar en la guerra del Atlántico Sur. Su actuación posterior al 2 de abril de 1982». Boletín del Centro Naval CXXV (816). ISSN 0009-0123.
- Amendolara, Alejandro J. (2007). «¡Hundan al portaviones!». Boletín del Centro Naval CXXV (817). ISSN 0009-0123.

- Datos: Q106762948